# リメス

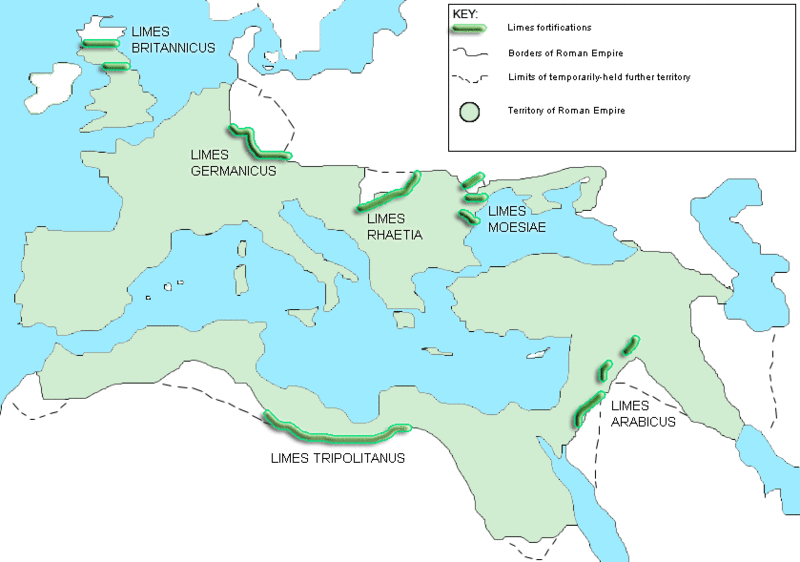
ローマ帝国内のリメスの位置

リメス（羅: Limes）は、ローマ帝国時代の防砦システムであり、ローマ領の境界線を示すものでもあった。リメスは、ローマ帝国全土に張り巡らされていたが、世界遺産に登録されたドイツのリメスが著名である。なお、長音読みのリーメス（羅: Līmes)（ラテン語発音: [ˈliː.mes]）と表記されることもある。

## 概要
リメスはラテン語で境界を意味し、英語の「Limit」の語源でもある。リメスは英語「rim」とも同源であり、部隊の出動拠点（駐屯地）を中心として防衛範囲（rim:輪）をもつ部隊配置をさす。最も広義にはローマ帝国の国境全域を表し、「ハドリアヌスの長城」もリメスの一種となる。なお、狭義ではドイツの長城跡（リメス・ゲルマニクス）を指す。
リメスの建設は、1世紀末頃から始まり、目的としては、ゲルマン民族の侵入からライン川・マイン川流域の肥沃な土地と通商路を守るためであった。リメスは、ローマ帝国の繁栄と衰退を象徴する文化的景観が評価され、2005年7月にイギリスのハドリアヌスの長城が拡張される形で、物件名「ローマ帝国の国境線」として、ユネスコの世界遺産に登録された。

## 歴史
（以下の地名は、いずれも現在の地名である。）

### 前史
ローマ帝国は初代皇帝アウグストゥス統治下の5年、ゲルマニア地方をエルベ川まで制圧する作戦を開始する。しかし、9年にトイトブルク森の戦いで3個軍団、35,000人の兵を失うという壊滅的な被害を受けた。この敗北で、ローマはゲルマニア地方での軍事的覇権を失い、その防衛ラインをライン川まで後退させざるを得なかった。その後、アウグストゥスは内政を優先させる政策を採り、またパンノニアでの反乱勃発などにより再度の侵攻を行わなかった。
こうして防衛線となったライン川であったが、その上流域東岸に広がるシュヴァルツヴァルトはゲルマン部族が得意とするゲリラ戦法に適した地形であり、付近の川幅は広くはなく防衛線とするに不安があるのは論を俟たなかった。アウグストゥスの跡を継いだ2代皇帝ティベリウスはエルベ川までの制圧を指揮した歴戦の軍人であり、その制圧の困難さを知悉していたために、ライン川東岸の砦をすべて破壊し一定の距離を無人地帯とした上、西岸のライン軍団を強化し守備を固めることで、ライン川を防衛線とする方針を堅持した。
以後、小競り合いを続けながらも、この地域の安定は守られていた。83年、ローマ皇帝ドミティアヌスは、シュヴァルツヴァルトをローマ帝国の版図に収め、この地域の安全を確かなものにする政策を打ち出した。そして新たな軍事境界線として防塁を築くこととした。これがリメス・ゲルマニクスである。

### リメスの建設

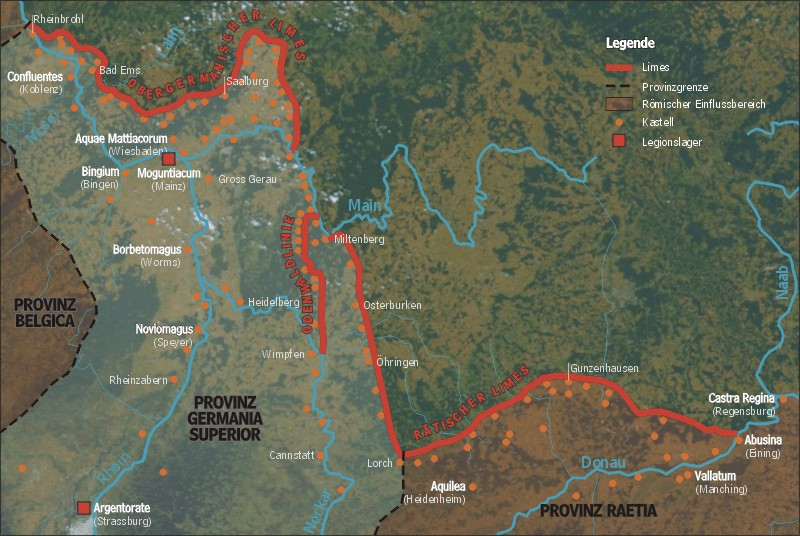
リメス・ゲルマニクスの位置

リメスの建設はマイン川の南岸付近から開始された。この地域に住むローマに友好的な弱小部族マティアチ族から土地を買い上げ、マティアチ族に対して支配的でローマに敵対する部族カッティ族との間に防塁を築いたのだった。この工事は当然カッティ族の反感を招き、戦闘が行われたが、ローマ側が辛くもこれに勝利した。しかし皮肉にも辛勝であったことが防塁の重要性をさらに強調することとなった。
こうしてマイン川の南岸 ヴェルト付近から南下し、ネッカー川沿岸 バート・ヴィンプフェン 付近にいたる防塁を築き、ネッカー川に沿ってシュトゥットガルト付近まで補助部隊の基地を配置した。この部分をネッカー・オーデンヴァルト・リメスと呼ぶこともある。
以後もリメスは徐々に拡張され続けた。マイン川の北側では、ライン川のボンとコブレンツの中間付近から東に入り、ハーナウ付近でマイン川に達する防塁が築かれる。この部分をゲルマニア・スペリオル・リメスと呼ぶ。ネッカー・オーデンヴァルト・リメスの南側は、シュトゥットガルトから東に折れて、北に張り出したゆるやかな弧を描きながらレーゲンスブルクのやや上流アイニンクでドナウ川にまで達する防塁となった。これをレティシャー・リメスと呼ぶ。ネッカー・オーデンヴァルト・リメスはその東側のオーデンヴァルトを包み込んで東に進出し、北はヴェルトからマイン川を10kmほど上流に遡ったミルテンベルクからネッカー川とほぼ平行に南南東へ直線的に延び、ロルヒでドナウに至るリメスに合流する形となった。
こうした全長580kmを越えるリメスの全容が完成するのはハドリアヌス帝の時代になってからであり、アントニヌス・ピウス帝の時代まで改良・強化が加えられ続けた。

### リメスの放棄
260年、ローマ帝国皇帝ウァレリアヌスが、サーサーン朝の皇帝シャープール1世とのエデッサの戦いに敗れ、捕虜となった。この事件はローマ帝国の弱体化を白日の下にさらすこととなり、ゲルマン系部族が相次いで反ローマの戦いに蜂起した。リメスを越えて侵入したのは、近くに暮らしていたアレマンニ族であった。結局皇帝ガッリエヌスはリメスを放棄してアレマンニ族に防衛を委ねることを決断し、ローマ帝国の防衛ラインは再びライン川−ドナウ川の源流域まで後退した。その後、リメスは徐々に忘れ去られたが、どこまでも延びるリメスの遺跡は地元の人から『悪魔の城壁（トイフェルスマウアー）』とあだ名された。

### リメスの再発見
19世紀にリメスが再発見される。「Reichs Limeskomision」と呼ばれるリメスの研究プロジェクトが1892年に設立された。その後も研究は続けられ、ドイツ第三帝国時代の1937年には14巻にもわたる研究報告書がまとめられた。この資料は、リメスのすべての線分と、物見櫓、砦の位置や規模が正確に記録され、その後の研究の基礎となった。
第二次世界大戦後も、西ドイツ政府を中心に、研究が行われる一方で、1950年代からのライン川周辺の開発が進み、リメスの多くが破壊されてしまった。現在では、観光目的で、ザールブルク城砦をはじめ各所で監視塔や土塁・木柵が復元されている。また長城に沿ってドイツ観光街道のリメス街道が整備されている。

## 構造物

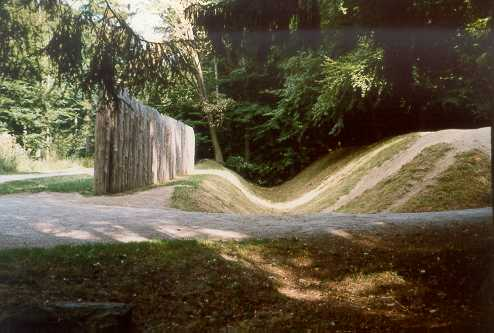
リメスの構造、ザールブルク付近

### 長城
長城の総延長は約550kmで、東はドナウ川から西はライン川まで達する。既述のとおり、長城は大きく分けて、ゲルマニア・スペリオル(約330km)とレチア(約220km)の2つの部分に分けられる。現在は、遺構全体の約9%が完全に破壊される一方で、約27%程度が残っている。
ゲルマニア・スペリオルの部分は、ライン川とライン川の支流であるマイン川に沿って、土塁による長城と堀が設けられていた。堀は約8mの幅と約2.5mの深さを持っていた。またゲルマニア・スペリオル部分には長城にそって約40の砦が築かれていた。
レチア部分は、リメス建設の後期のもので、レチア部分のうち約167kmは高さ約3m、幅1.2mの石塁で築かれた。石塁は、付近から産出する石を使用し、積み上げられた石塁は石膏で固められた。

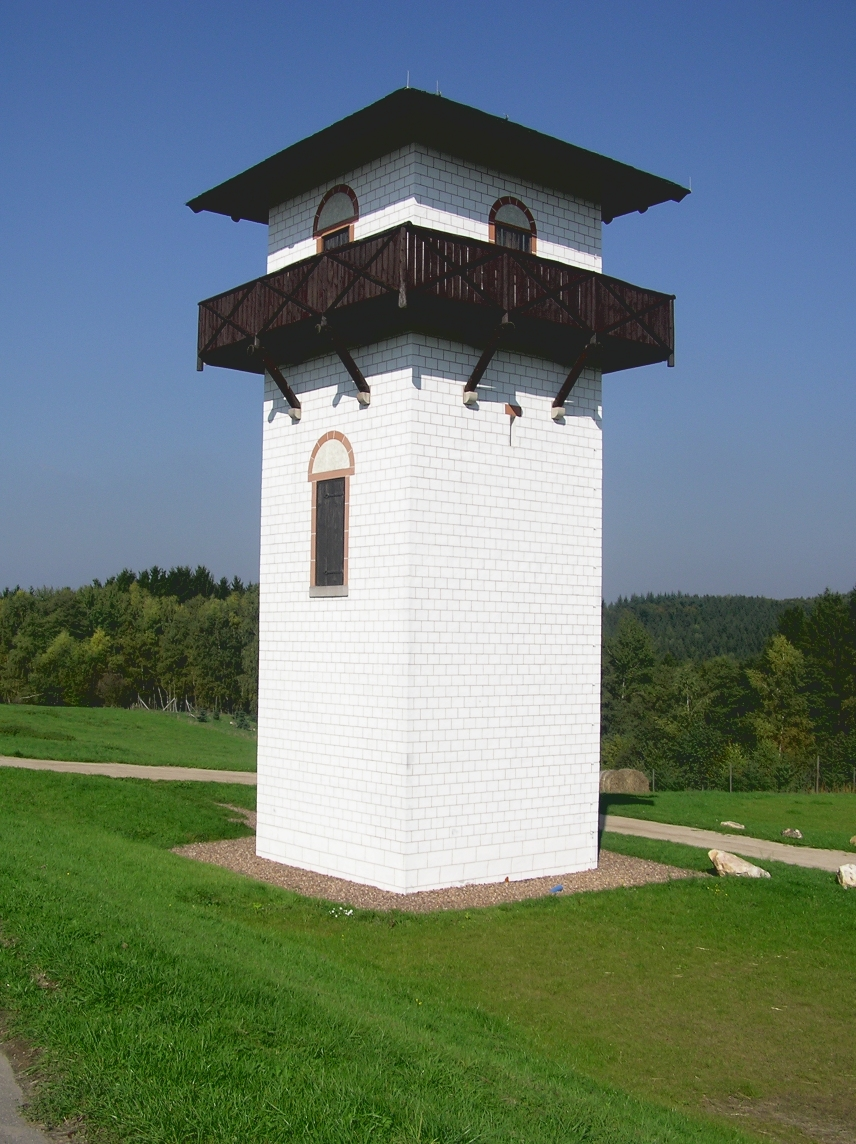
復元されたリメスの物見櫓

### 物見櫓
物見櫓は長城の塁に沿って、およそ300mから800mの間隔で建てられた。現在、896箇所の櫓跡が確認されており、そのうち260箇所は現在でも構造の一部が残る。
櫓の構造は、土台が4mから8mほどの大きさの正方形をしており、その上に見晴台が築かれたと推定されている。ほんの僅かではあるが六角形の形を土台も見つかっている。初期の櫓は木製の建築物であったが、石製のものが現れるようになった。櫓の高さは7mから9mで、最上部の見晴台には、兵士が3人から6人程度、配置されたと推定されている。

### 城砦
長城に沿って、大型のものは約60以上の城砦跡が確認されている。大型の城砦には1つあたり約100から1000人程度の守備隊が配置され、長城の警備および長城を通過する人々を管理する関所の役割を果たしたと考えられている。また20から30人の配置規模の偵察や監視を目的とした小さな砦も多数存在していた。
ミルテンベルクなどローマ帝国の城砦の置かれた土地が、後に発展して街となったところも少なくない。

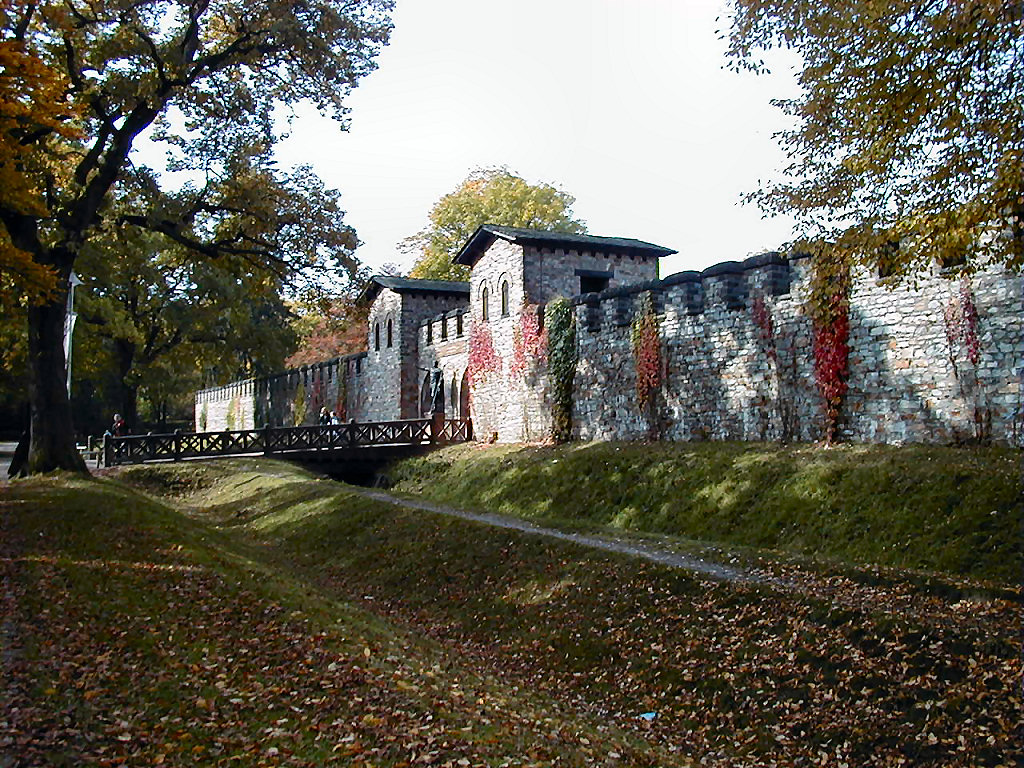
復元されたザールブルク砦

#### ザールブルク城砦
リメスの城砦の中で調査が行われているものの1つのザールブルク城砦は、ゲルマニア・スペリオルの部分に属し、城砦の初期は紀元前90年頃の建築と推定され、長方形の形をしており、面積は約0.7haであった。城砦内部には、物見櫓や浴場の跡なども残る。その後の135年頃に拡張され、長さ221m、幅147mの3.2haという広い敷地に4つの城門と、石壁、二重の堀を持つものになった。
ザールブルク城砦の発掘調査は、1853年と1862年に行われ、1870年から恒常的に続けられた。1897年にドイツ皇帝ヴィルヘルム2世が、このザールブルク城砦の再建を命じ、第一次世界大戦前に完成した。現在ではこの時に復元されたザールブルク城砦が博物館として使用されている。

### ローマ街道
城砦に配備された兵は、地元のガリア属州から徴兵された兵であった。ローマ市民で構成される正規軍の基地はリメス完成後も、マインツとストラスブールに置かれていた。少人数で効率よく国境警備を行うため、長城に沿ってパトロール用の道路を敷設し、物見櫓と城砦、各城砦間、城砦から正規軍基地への軍事用高速道路網としてのローマ街道を整備した。敵の襲来を発見した物見櫓の駐在兵は、近隣の物見櫓や城砦に連絡し、これらの兵が初期対応する間に、正規兵が高速軍事道路を使って駆けつけるという防衛システムであった。この道路網があってこそリメスによる防御は十全に機能したのであった。